# Марион Байрон
Марион Байрон (урождённая Мириам Биленкин) (англ. Marion Byron; 16 марта 1911, Дейтон, Огайо — 5 июля 1985, Санта-Моника, Калифорния, США) — американская киноактриса.

## Биография
Еврейского происхождения. По примеру сестры-певицы и танцовщицы, решила посвятить себя искусству. Начала свою актёрскую карьеру на сцене в возрасте 13 лет танцовщицей в Лос-Анджелесе. В 1928 году в 17-летнем возрасте получила свою первую главную роль в кино в фильме «Пароход Билл-младший» с участием звезды американского кино Бастера Китона. В одном из репортажей на вопрос о том, как она получила свою первую роль на экране, ответила: «По ошибке».
В компании Warner Brothers крохотную пятифутовую Мэрион Байрон прозвали «Peanuts» («Арахис»). Милая, бойкая, остроумная, находчивая и жизнерадостная субреткой, снималась в немых фильмах-мюзиклах («Show of Shows» (1929), «Broadway Babies» (1929) и «Playing Around» (1930)).
В начале 1930-х годов регулярно появлялась на экранах в основном в ролях дерзких горничных, студенток, тусовщиков и хористок, которые считались «ведущими актёрами второго плана».
Была популярна в лёгких комедиях. В 1928—1929 годах снялась в нескольких фильмах с комическим дуэтом Лорел и Харди.
Снялась в 45 фильмах, в том числе, немых короткометражках. После 1938 году больше не снималась.

## Избранная фильмография
- Five of a Kind (1938)
- Swellhead (1935)
- Gift of Gab (1934)
- It Happened One Day (1934)
- Hips, Hips, Hooray! (1933)
- Only Yesterday (1933)
- Meet the Baron (1933)
- Husbands’ Reunion (1933)
- College Humor (1933)
- Melody Cruise (1933)
- Breed of the Border (1933)
- The Crime of the Century (1933)
- The Curse of a Broken Heart (1933)
- Lucky Devils (1933)
- Неприятности в раю (1932)
- They Call It Sin (1932)
- Love Me Tonight (1933)
- The Hollywood Handicap (1932)
- Week Ends Only (1932)
- The Tenderfoot (1932)
- The Heart of New York (1932)
- Running Hollywood (1932)
- Working Girls (1931)
- Children of Dreams (1931)
- Girls Demand Excitement (1931)
- The Bad Man (1930)
- The Matrimonial Bed (1930)
- Golden Dawn (1930)
- Song of the West (1930)
- Playing Around (1930)
- Show of Shows (1929)
- The Forward Pass (1929)
- So Long Letty (1929)
- Social Sinners (1929)
- Broadway Babies (1929)
- The Unkissed Man (1929)
- His Captive Woman (1929)
- A Pair of Tights (1929)
- Going Ga-Ga (1929)
- Is Everybody Happy? (1929)
- Feed’em and Weep (1928)
- The Boy Friend (1928)
- Plastered in Paris (1928)
- Пароход Билл-младший (1928)

Умерла от тяжёлой болезни. Похоронена на еврейском кладбище Hillside Memorial Park Cemetery в Калвер-Сити.